# 全賢姬

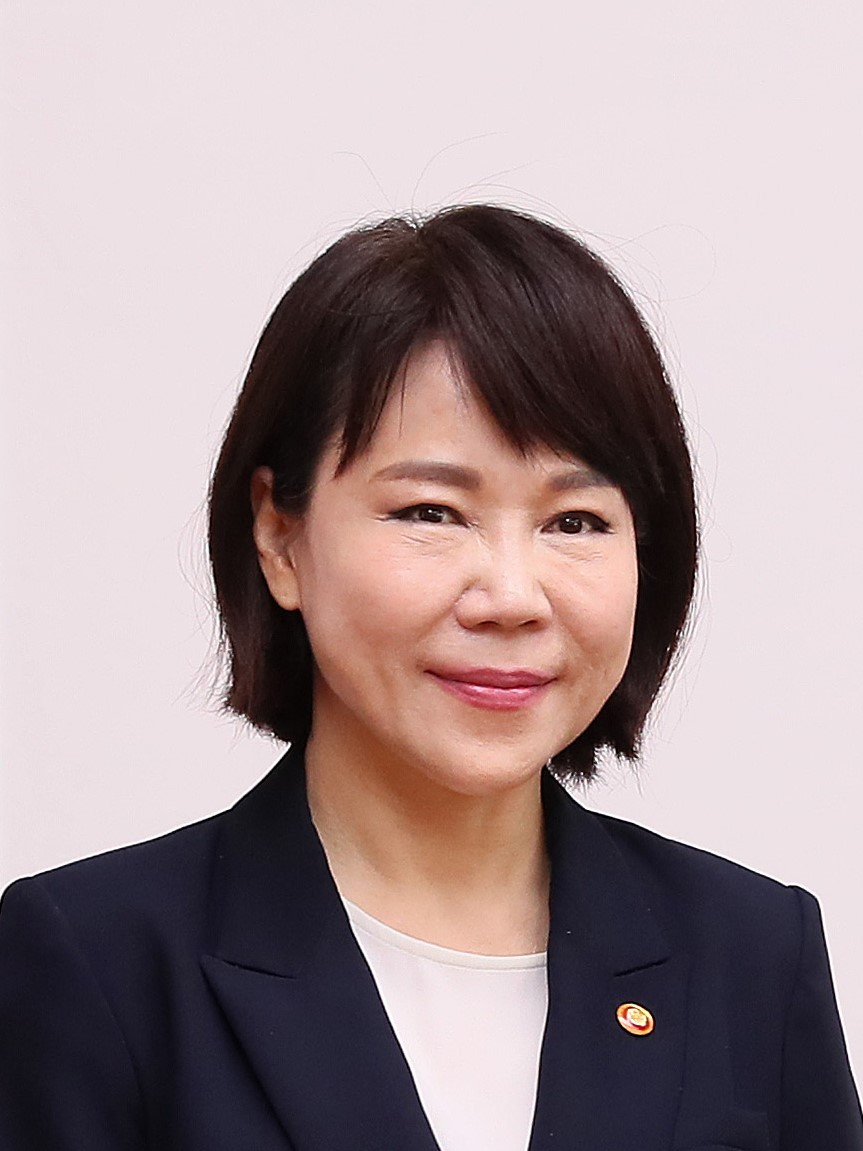
全賢姬

全賢姬（：／ Jeon Hyun-hee；1964年11月4日—）是一位韓國的牙醫出身的律師和政治家，於2020年6月至2023年6月期間在文在寅總統任內擔任国民权益委员会委员长。她曾經擔任過兩屆國會議員。
從牙科學校畢業後，她開始從事牙醫工作。1996年，她成為第一位通過國家司法考試的牙醫。在2000年代初，她說服了因血友病藥物感染艾滋病的人及其家屬，並開始對製藥公司進行公益訴訟。2011年，最高法院判決受害者勝訴。
在2008年大選中，全賢姬被列為统合民主党比例代表名單的第7位。在2012年大選中，她申請成為該黨首爾江南乙選區的候選人。在輸給該選區的提名給前總統選舉候選人鄭東泳後，她被安排到其他選區，但她拒絕了這一提議。2016年，她成為首爾選區候選人中第一位獲得黨提名的人。在2016年大選中，她擊敗了時任國會議員金鍾勳，成為二十年來第一位代表江南區的自由派國會議員。
全賢姬因擔任其黨政策規劃委員會共乘出租車工作小組組長的工作而廣為人知。她在拜訪出租車業代表超過200次後，成功調解雙方達成協議。
在2020年大选落選後一個月，全賢姬被文在寅總統任命為国民权益委员会委员长。她呼籲積極的公共行政，以履行打擊腐敗和保障公民權利的使命。 
全賢姬擁有兩個學位——首爾大學的牙科博士學位和高麗大學的法學碩士學位。

## 选举历史
| 选举           | 年   | 選區               | 政党       | 得票數    | 得票率  | 结果 |
| -------------- | ---- | ------------------ | ---------- | --------- | ------- | ---- |
| 第18届国会选举 | 2008 | 比例代表第7位      | 統合民主黨 | 4,313,645 | 25.17％ | 當選 |
| 第20届国会选举 | 2016 | 首尔江南乙         | 共同民主党 | 48,381    | 51.46％ | 當選 |
| 第21届国会选举 | 2020 | 首尔江南乙         | 共同民主党 | 47,157    | 46.41％ | 落選 |
| 第22届国会选举 | 2024 | 首尔中區、城東區甲 | 共同民主党 | 65,204    | 52.61％ | 當選 |